# Blericks

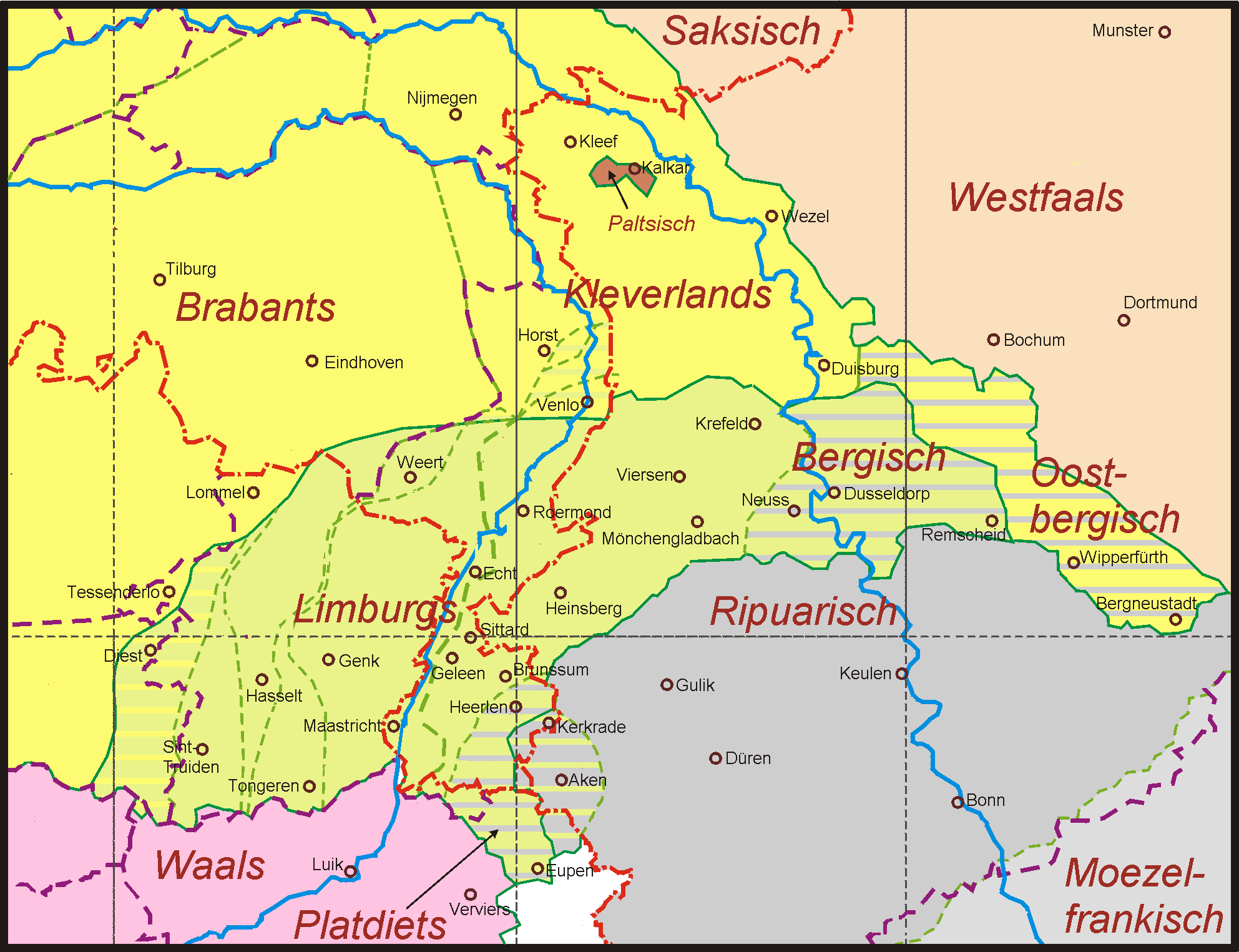
- HET LIMBURGS TAALLANDSCHAP -
Het Maas-Rijnlandse dialectcontinuüm

Het Blericks is een sinds de 20e eeuw vrijwel volledig verdwenen Oost-Limburgs overgangsdialect, dat gesproken werd in de dorpen Blerick (van oudsher Maas-Blerick geheten), Boekend en Hout-Blerick. Tot aan de Tweede Wereldoorlog bleef dit dialect nagenoeg onaangetast. Als gevolg van de annexatie van Blerick met de gemeente Venlo in 1940 werd het Blericks echter nagenoeg volledig verdrongen door het Venloos, dat werd gesproken door de zich in de Blerickse nieuwbouwwijken vestigende Venlonaren. Alleen in de (toen samen met Blerick ingelijfde) dorpen Hout-Blerick en Boekend is het Blericks nog sporadisch te horen.

## Mogelijke indelingen

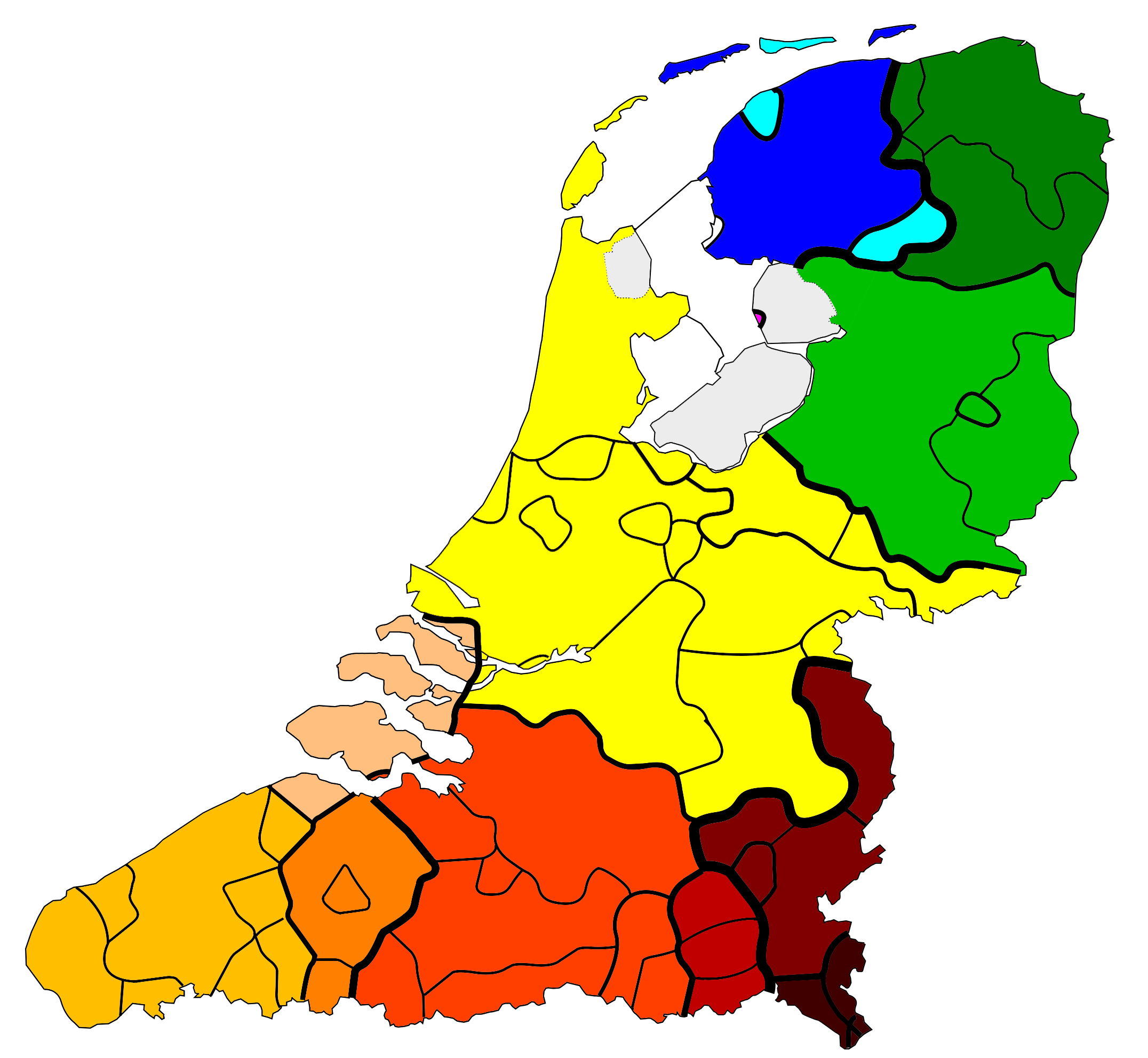
Topografische verspreiding van de Nederlandse dialecten. Blerick ligt hier in het bruine gebied, ongeveer in het midden van Limburg

Het dialect wordt vaak ook gerekend tot het Kleverlands. Dwars door Blerick – tussen Maas-Blerick en Hout-Blerick – lopen twee isoglossen: de Uerdinger linie en de Panninger linie. Ten westen van Blerick komen deze twee isoglossen bijeen rond Panningen. Hoewel het niet duidelijk in te delen is, noch bij het Midden-Limburgs, noch bij het Noord-Limburgs, wordt het Blericks steevast toch ingedeeld bij die laatste groep. Het heeft echter veel overeenkomsten met zowel het Midden- als het Noord-Limburgs.

## Blericks versus Venloos
Terwijl het Venloos een stadsdialect is, was het Blericks een dorpsdialect. Deze dialecten zijn doorgaans conservatiever dan stadsdialecten, vooral vanwege de geringere invloed van de standaardtaal. In Venlo werden door de eeuwen heen soldaten van allerlei nationaliteiten gelegerd en kwamen er veelal schippers en handelaren van elders veelvuldig over de vloer. Bovendien werd Venlo in 1715 Staats, terwijl het kerspel Blerick met de nederzettingen Maas-Blerick (de huidige kern van Blerick), Boekend en Hout-Blerick evenals Tegelen, pas na de Franse tijd bij Nederland kwam. Als gevolg daarvan was het Venloos al meer gestandaardiseerd dan de omliggende dialecten. 
Hieronder volgen enkele voorbeelden van de verschillen tussen het Standaardnederlands, het Venloos en het Blericks. Bij de bovenste vier voorbeelden wordt duidelijk, dat het Standaardnederlands al in het Venloos is geïntegreerd, terwijl dit bij het Blericks niet het geval is. Bij het vijfde voorbeeld wordt in het Venloos nog steeds het oud-Nederlandse woord gebruikt, terwijl het Blericks een variant daarop toont. Bij het zesde en zevende voorbeeld is in het Venloos sprake van een ij/ie-wissel, met als Blerickse variant het gebruik van het accent. Bij het laatste voorbeeld is in het Venloos sprake van een u/i-wissel, met ook hier in het Blericks het gebruik van het accent. Waar in het Blericks deze accenten voorkomen, wordt het woord in principe langgerekter uitgesproken.
| Nederlands | Venloos                               | Blericks                               |
| ---------- | ------------------------------------- | -------------------------------------- |
| ander      | ander                                 | anger (gutturaal)                      |
| hand       | hand                                  | hank                                   |
| mouw       | mouw                                  | moew                                   |
| neus       | neus                                  | naas                                   |
| kikker     | kikvors (tevens verouderd Nederlands) | kwekvors                               |
| lijm       | liem                                  | lièm (langgerekter dan in het Venloos) |
| wijn       | wien                                  | wièn (langgerekter dan in het Venloos) |
| uil        | uul                                   | uùl (langgerekter dan in het Venloos)  |

## Verdringing door het Venloos
Tot de tweede helft van de 19e eeuw was Blerick een kleine agrarische gemeenschap die grotendeels zelfvoorzienend was. Door de geringe mobiliteit in die tijd bleef het dicht bij de stad Venlo gelegen kerspel lange tijd het eigen dialect behouden, met slechts zeer geringe invloed van Venlo. Nadat Venlo de vestingwerken van Venlo had afgebroken kwam daar verandering in, vooral nadat de brug over de Maas werd aangelegd. Ook de komst van de trein droeg bij aan de "Vervenlosing" van het Blericks. Hemelsbreed lag Blerick op eenzelfde afstand als de Venlose buitenwijken, zoals 't Ven. Venlonaren vestigden zich steeds vaker in Blerick, inwoners van Blerick kwamen steeds vaker in Venlo en er werden vaker "gemengde huwelijken" gesloten.
Het Tegels, gesproken in Tegelen en Steyl – dat tot 1814 Guliks en tot 1817 Pruisisch was – wordt tot op heden nog wel door een groot aantal inwoners gesproken. Door de aanhoudende verstedelijking van het gebied, momenteel vooral in Tegelen en Velden, worden ook de dialecten van de omliggende gebieden echter steeds meer verdrongen door het Venloos.

## Restanten van het Blericks
Er zijn nog steeds een aantal typisch Blerickse woorden terug te vinden in het Venlose dialect. Hieronder volgen enkele voorbeelden van woorden die momenteel nog bestaan, met een vergelijking met zowel het Standaardnederlands als het Venloos. Volledige opsomming van de Blerickse woorden vergt te veel ruimte en daarvoor wordt derhalve verwezen naar het Venloos Woordenboek, waarin een uitgebreid hoofdstuk aan dit dialect is gewijd.

### Etymologisch niet-verwante woorden
| Nederlands     | Venloos     | Blericks |
| -------------- | ----------- | --- |
| hard           | hard        | hel (vergelijkbaar met het Noord-Limburgs, klinker langgerekt) of herd                                           |
| kruiwagen      | schörgker   | kroèwage (lijkt meer op het Nederlands dan het Venlose woord)                                                    |
| brood - broden | mik - migke | wek - wegke (uitspraak vergelijkbaar met het Nederlandse wegge, maar gutturaal) (een oud brood = eine vorse wek) |

### Etymologisch verwante woorden
| Nederlands        | Venloos            | Blericks                                                                 |
| ----------------- | ------------------ | ------------------------------------------------------------------------ |
| eekhoorntje       | ingketske          | eikketske                                                                |
| Hout-Blerick      | Holt-Blieërik      | Hou-Blieërik (waarschijnlijk is Hout-Blieërik ooit ook gangbaar geweest) |
| perzik            | pierks             | peers                                                                    |
| de zangvereniging | de zangvereiniging | 't zankverein                                                            |
| (rond-)zwaaien    | zwingele           | zwinge                                                                   |